# Epístolas de Juan

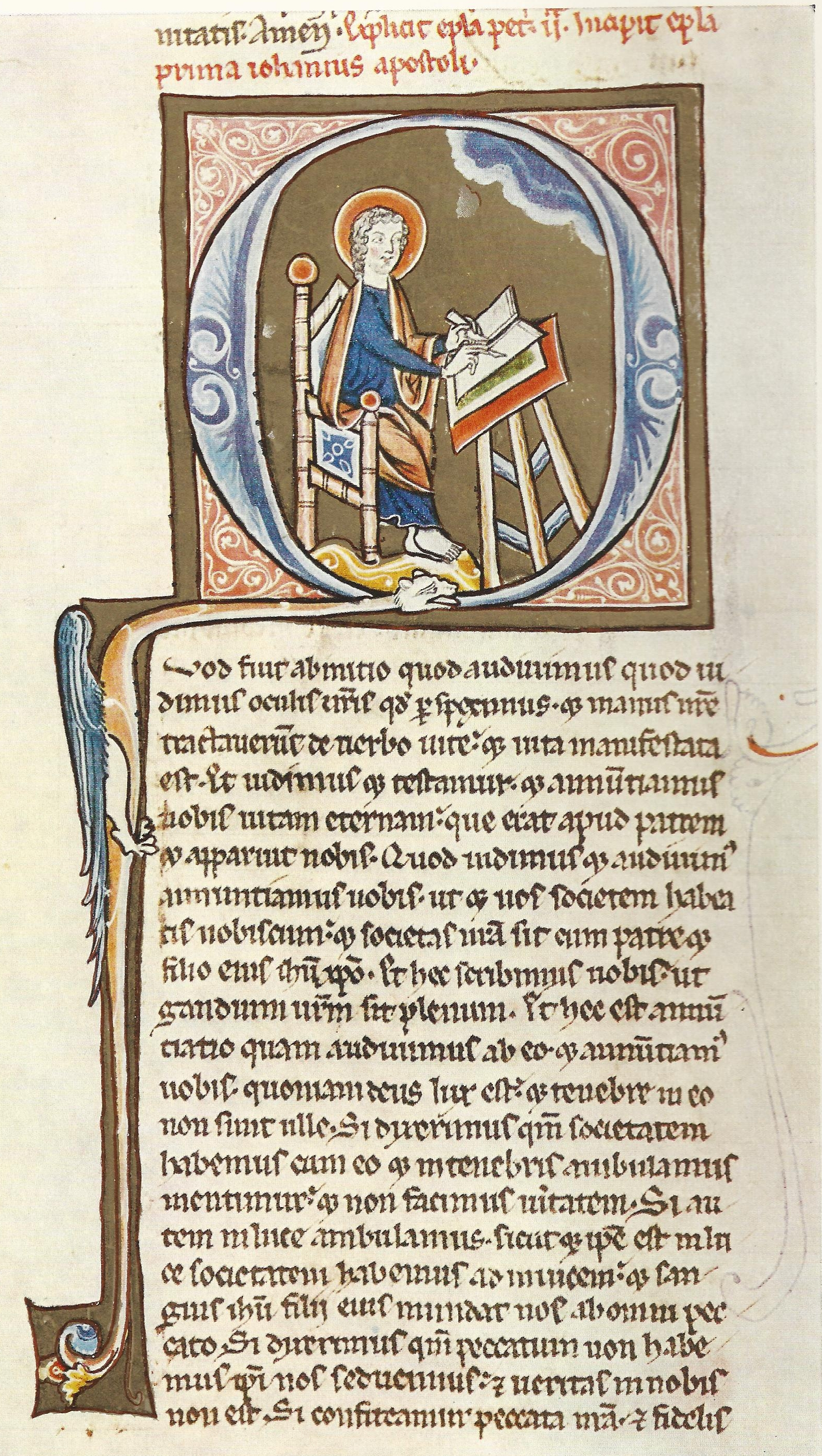
Manuscrito de la Vulgata del, en el que se ve a Juan escribiendo su primera carta

. Las Epístolas joánicas, Epístolas de Juan o Cartas de Juan son un conjunto de tres libros del Nuevo Testamento que se cree que fueron escritos entre los años 85 y 100. y son las siguientes: Primera Epístola de Juan, la Segunda Epístola de Juan y la Tercera Epístola de Juan, tres de las epístolas católicas del Nuevo Testamento. En su contenido y estilo se asemejan al Evangelio de Juan. Específicamente en la Primera Epístola de Juan, Jesús se identifica con el divino Cristo, y más que en cualquier otro texto del Nuevo Testamento, se enfatiza el amor de Dios por la humanidad. Tradicionalmente se considera como su autor a Juan el Evangelista, mismo que no hay que confundir con Juan el Presbítero, quién también es conocido como «el Anciano».
Las cartas son anónimas, pero desde finales del siglo II, cuando Ireneo se refirió a las dos primeras epístolas, se han relacionado con Juan, hijo de Zebedeo, que según los evangelios fue uno de los doce discípulos y parte del círculo más cercano de Jesús. La tercera epístola se menciona a partir de mediados del siglo III, y debido a su similitud con la Segunda Epístola de Juan (e. g. ambas escritas por alguien llamado el mayor o el el Anciano) se incluyó con las otras dos, creando la colección conocida como las epístolas joánicas. Carta festal de Ataneo de 367 es el caso más antiguo de las tres cartas que se cuentan como católicas. Mientras que la segunda y la tercera epístolas parecen ser verdaderas cartas, la primera epístola carece de introducción y final, pareciéndose más a un escrito exhortativo o a un sermón.
La mayoría de los eruditos suponen que las cartas fueron escritas simultáneamente y después del Evangelio de Juan, datándolas entre los años 85 y 100 d. C. La mayoría de los eruditos coinciden en que las tres cartas fueron escritas por el mismo autor, aunque existe debate sobre quién es ese autor. La mayoría de las veces, las cartas se atribuyen a alguien de la comunidad joánica, casi siempre a un redactor de cartas del Evangelio. Una teoría popular es que fueron escritas por un presbítero, llamado Juan el Presbítero, que es nombrado por Papias.

## Destinatarios
El Evangelio de Juan y las Epístolas joánicas se escribieron en un breve lapso de tiempo para abordar el mismo conjunto de cuestiones. Tratan sobre discusiones del judío y se centran en la confesión de Jesús como Mesías. Todos los escritos se refieren a un cisma o conflicto en curso, en el que los enemigos amenazan la identidad y las normas de los destinatarios y sus comunidades.  Lo que separa el Evangelio de las Epístolas no es el tiempo, el lugar o el contenido, sino el autor. Sin embargo, aunque los textos tienen un carácter judío, muchos sostienen que las tres cartas siguen estando dirigidas al Cristianos y que las congregaciones a las que se dirigen las cartas probablemente no están dominadas por judíos.  Otros ven similitudes entre el dualismo de las epístolas joánicas y el grupo sectario judío relacionado con Qumrán y los Rollos del Mar Muerto, a menudo considerado como esenios. Argumentan que la comunidad joánica puede haberse desarrollado a partir de un judaísmo cismático similar.

## Contenido
La Primera Epístola de Juan se distingue de las demás por su forma, pero están unidas por el lenguaje, el estilo, el contenido, los temas y la visión del mundo. La Segunda y la Tercera Epístolas de Juan están compuestas como cartas grecorromanas regulares, con saludos y finales, mientras que la Primera Epístola de Juan carece de tales marcas características y, en cambio, se asemeja a un sermón o a un discurso exhortativo.  A pesar de estas diferencias, la mayoría de los estudiosos consideran que el tono personal y cálido, el hecho de que el autor trate un determinado problema y el deseo de salvar distancias, de conectarlo con la composición habitual de cartas, otorgan que estaba destinado a un público más amplio.  Mientras que la Primera Epístola de Juan es la más larga de todas las cartas católicas, la Segunda y la Tercera Epístolas son las más cortas de todos los libros del Nuevo Testamento.
Las Epístolas joánicas, especialmente la Primera, suelen formar parte de la primera lectura y estudio de un estudiante de griego koiné.

## Primera Epístola de Juan

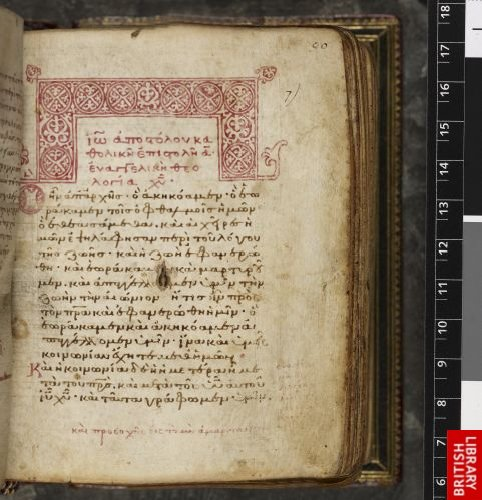
Primera epístola de Juan

Esta epístola, a diferencia de las otras dos, se escribe más como un sermón, uno para ayudar a fortalecer la fe del pueblo en Jesús, para ayudar a entender por qué un ser tan grande como el hijo de Dios tendría una vida terrenal y la muerte agónica de un mortal.
Comienza con un prólogo (1:1-4) y continúa con una sección centrada en Dios como luz y en la necesidad de caminar en esa luz (1:5-3:10). La siguiente sección se centra en el mandamiento del amor: caminar como hijos del Dios de amor que ha amado a la humanidad en Cristo, y mostrar amor los unos a los otros. También trata del reconocimiento de los falsos profetas (3:11-5:12). La carta termina con la afirmación de que los que creen en el nombre del Hijo de Dios sabrán que tienen vida eterna (5:13-21).
San Agustín en sus comentarios se hace eco de la tradición adjudicada a sus destinatarios y la llama "Epístola de San Juan a los Partos".

## Segunda Epístola de Juan
Esta epístola se escribe como una breve carta del Apóstol a una anónima «Señora elegida», de parte de El Presbítero que ama a sus hijos, "según la verdad". Dentro de la cartas de Juan, este advierte sobre la apertura de la casa a los falsos maestros y conmina a practicar el mandamiento "que tenemos desde el principio": "que viváis en el amor" y a confesar "que Jesucristo ha venido en carne". Muchos interpretan que la señora elegida y sus hijos son una congregación de cristianos.

## Tercera Epístola de Juan
La tercera epístola, también una carta breve, se dirige a un hombre llamado Gayo y mencionado como «un querido amigo». Habla de un hombre llamado Diótrefes a quien Gayo excomulgó de la iglesia y había llegado a crear un sentimiento anti-misionero, tratando de conseguir que la iglesia evitara la recepción de misioneros. Se cree que la carta fue entregada por un tercer personaje, Demetrio.

## Recepción y autenticidad

### Canon
La Primera Epístola de Juan y probablemente la Segunda Epístola de Juan aparecen en los cánones antiguos. El Canon muratoriano menciona dos cartas de Juan, la Primera y probablemente la Segunda. Los Padres de la Iglesia como Orígenes y Eusebio conceden a la Primera Epístola de Juan un alto estatus, pero tenían una visión menor de la Segunda Epístola de Juan, y especialmente de la Tercera Epístola de Juan. En el siglo IV, la Iglesia Occidental llegó a considerar canónicas las tres cartas y las atribuyó a Juan el Evangelista. La Iglesia Oriental siguió después.

### Epístolas católicas
Siete cartas del Nuevo Testamento se llaman tradicionalmente católicas. Mientras que la mayoría de ellas son generales y no están escritas a una iglesia o persona específica, la Segunda y la Tercera Epístolas de Juan forman obviamente una excepción. Están escritas a la señora elegida y a Gayo, pero como se consideraba que pertenecían con la Primera Epístola de Juan llegaron a ser consideradas católicas. Esto puede haberse hecho porque el número de cartas católicas, con ellas incluidas, era siete.

### Falsificaciones
De las siete cartas católicas, la Primera epístola de Juan y la Primera epístola de Pedro fueron las más populares durante los siglos II y III. También fueron mayoritariamente aceptados por la iglesia primitiva, y cuentan con la mayor cantidad de estudiosos que hoy defienden su autenticidad. {ref>.
La Primera Epístola de Juan no suele considerarse una falsificación, ni siquiera por los eruditos críticos con la adscripción tradicional de la misma a Juan, ya que el autor nunca afirma ser ninguna persona concreta. Sin embargo, Bart Ehrman, un ateo agnóstico, sostiene que la carta debería seguir viéndose como tal, ya que el autor miente acerca de ser un testigo (1 Jn 1:1-4) y de haber pertenecido al círculo íntimo de Jesús. El propósito parece haber sido reforzar la pretensión de autoridad del autor y contrarrestar las enseñanzas docetismo de los oponentes.
La fórmula trinitaria de 1 Juan 5:7-8, la coma joánica, que se ha introducido en muchas traducciones modernas de la Biblia, es una interpolación. Falta en los manuscritos más antiguos y aparece por primera vez en ediciones posteriores de la Vulgata y en textos griegos muy tardíos.

## Autor y antecedentes
La cuestión de quién escribió las epístolas es una de las más debatidas en los estudios juaninos. Al menos desde los días del obispo Ireneo a finales del siglo II y desde entonces, se ha entendido que el discípulo de Jesús Juan, hijo de Zebedeo, escribió tanto el Evangelio de Juan como la Primera y Segunda Epístolas de Juan.  Desde al menos mediados del siglo III, se ha pensado que esto también es cierto para la Tercera Epístola de Juan. Sin embargo, a partir del siglo XIX, este consenso ha llegado a ser cada vez más debatido, con sugerencias que van desde un autor que escribió las tres cartas (que puede pero no tiene que ser Juan, hijo de Zebedeo) a tres autores individuales para las epístolas, y un cuarto para el Evangelio.

### El Evangelio de Juan y las Epístolas joánicas
El Evangelio de Juan y la Primera Epístola de Juan no pretenden ser escritos por la misma persona. Aunque se parecen en estilo y lenguaje, no hay pruebas suficientes para decidir si comparten autor. Las similitudes pueden explicarse por dos autores pertenecientes a la misma escuela. Muchos eruditos argumentan que múltiples autores han tenido su mano en el Evangelio de Juan, señalando entre otras cosas el final del evangelio: «Este es el discípulo que da testimonio de estas cosas, y escribió estas cosas; y sabemos que su testimonio es verdadero». (Jn 21:24). Si la literatura joánica está escrita por un grupo de personas con visiones del mundo similares, entonces las cartas podrían haber sido escritas por alguien dentro de este grupo. Muchos estudiosos sostienen que el Evangelio de Juan y las Epístolas juaninas comparten características teológicas y estilísticas tangibles, y si tienen autores diferentes, entonces todos los autores han procedido del cristianismo joánico. Por regla general, este movimiento, o sus congregaciones, suelen situarse en Éfeso o sus alrededores, en Anatolia, en la costa occidental de la moderna Turquía.
Además del Evangelio de Juan y las Epístolas juaninas, el Libro del Apocalipsis se considera literatura juanina. De estos cinco escritos, sólo el Apocalipsis vincula la literatura a Anatolia. Sin embargo, muchos argumentan en contra de contar con el Libro del Apocalipsis entre los escritos joánicos, debido a su diferente género, estilo y teología.

### Primera Epístola de Juan
El autor de la Primera Epístola de Juan nunca se identifica. Si se trata de la misma persona que escribió el Evangelio de Juan o las otras dos epístolas joánicas, es objeto de debate. Algunos estudiosos sostienen que la Primera Epístola y el Evangelio fueron escritos por el mismo autor, que entonces suele identificarse con Juan el Apóstol. Esto se apoya, además de en la tradición cristiana, en la similitud de vocabulario y visión del mundo. La terminología de la epístola y el evangelio son similares, y el dualismo es evidente en ambos. Muestran una retórica polarizada, que afecta tanto a su descripción de las personas como de las ideas, a través de pares de palabras como luz-oscuridad, verdad-mentira, amor-odio, vida-muerte, nosotros-ellos, hijos de Dios-hijos del Diablo, y más. Algunos sostienen que esto hace probable que la misma persona que redactó el Evangelio de Juan también escribiera la Primera Epístola de Juan, y por tanto también las otras dos epístolas.
Otras razones para la identificación es que el autor de 1 Juan afirma ser testigo ocular de Cristo. Algunos eruditos sostienen que esta circunstancia, junto con el lenguaje directo y autoritario, apoya la idea de que el autor fue realmente un testigo ocular. Además, en la Iglesia primitiva no se sugirió otro autor que Juan el Apóstol.
Sin embargo, la mayoría de los estudiosos sostienen que el Evangelio de Juan y las Epístolas Joánicas fueron escritas por personas diferentes. El Evangelio de Juan y la Primera epístola de Juan muestran diferencias en el vocabulario y el estilo, su visión teológica del mundo, y sus circunstancias. Esto apunta a autores diferentes. El autor de la Primera Epístola de Juan no muestra la misma destreza lingüística que el autor del Evangelio de Juan. La Primera Epístola de Juan está escrita en el mismo espíritu que el Evangelio de Juan, pero no cita nada de él. Por ello, Udo Schnelle sostiene que la Primera Epístola de Juan fue escrita después de las otras epístolas joánicas, pero antes del Evangelio de Juan, alrededor del año 95 y en las proximidades de Éfeso.

### Segunda y Tercera epístolas de Juan
La Segunda y la Tercera Epístolas de Juan están más próximas entre sí que a la Primera Epístola de Juan. Aunque todos los escritos joánicos comparten vocabulario, lenguaje, perspectiva y visión del mundo, la Primera Epístola de Juan está más próxima al Evangelio de Juan. Los finales de ambas epístolas son paralelos, y son indicios claros de una autoría similar. Están unidas por su forma epistolar, su atribución al «anciano» y sus temas comunes. Ambas hablan de la hospitalidad en relación con la labor misionera.
La Primera Epístola de Juan está más cerca de la Segunda que de la Tercera. La Segunda Epístola de Juan forma así el eslabón que une las epístolas joánicas, al estar estrechamente conectada tanto con la Primera como con la Tercera. La Tercera Epístola de Juan parece ser independiente de la Primera Epístola de Juan en su lenguaje. Si sólo se consideran estas dos cartas, no hay razón para atribuirles el mismo autor. Sólo cuando se considera con la Segunda Epístola de Juan, con su fuerte conexión con la Primera, y dito con la Tercera, surge que las tres cartas probablemente comparten el mismo autor.
John Painter ha argumentado que ya no es posible confiar en la tradición sobre quién escribió las epístolas. Ahora se sabe si fueron escritas por el mismo autor que el Evangelio de Juan, o incluso si fueron escritas por el mismo autor. Por el lenguaje y los temas, es probable que tanto las cartas como el evangelio sean productos de la escuela joánica.

#### El Anciano como autor de la Segunda y Tercera Epístolas de Juan
Tanto la Segunda como la Tercera Epístolas de Juan afirman haber sido escritas por «el anciano» (griego: ὁ πρεσβύτερος, ho presbyteros, a veces traducido al español como «el Presbítero»). Significa principalmente «el anciano», como un hombre que goza de prestigio social debido a las experiencias de una larga vida. Sin embargo, nada en las cartas indica que la autoridad del escritor provenga de su avanzada edad. El término presbítero podría usarse entonces para designar a un líder congregacional, sin que fuera especialmente anciano. También es algo extraño para llamarse a sí mismo, ya que hay muchos ancianos, y por tanto debería ir seguido de un nombre. Una posibilidad es que el término se refiriera a una figura conocida e inconfundible, y que no se creyera necesario escribir el nombre. Muchos argumentan que para que las dos cartas más cortas (2 y 3 Juan) se conservaran y se convirtieran en canónicas, era necesario que hubieran sido escritas por una figura famosa de la escuela joánica. Dicha figura podría haber sido el Juan que menciona Papías (conservado en la Historia de la Iglesia de Eusebio). Papías menciona a un «Juan Presbítero», y Eusebio separa a este Juan del Juan Apóstol. Muchos sostienen que «el anciano» podría designar a un discípulo de Jesús, que sería un líder de segunda generación.

### El Anciano como autor de la Primera Epístola de Juan
Una percepción común es que el autor de la Primera Epístola de Juan debería ser también Juan el Presbítero, la misma persona que presumiblemente escribió la Segunda y la Tercera Epístolas de Juan. El principal argumento a favor de una autoría común de las tres epístolas joánicas es que todas muestran un estilo similar. Sin embargo, algunos sostienen que estas similitudes también podrían deberse a un sociolecto compartido dentro de la escuela joánica, y además, que hay ciertas diferencias en el lenguaje y el estilo entre la Primera Epístola de Juan, por un lado, y la Segunda y la Tercera, por otro. Un argumento en contra de que la identidad de los autores sea la misma es que la verdadera identidad del autor de la Primera epístola no se indica en ninguna parte de la carta. Dado que el autor de las otras dos cartas se refiere a sí mismo como «el anciano», cabría esperar que hiciera lo mismo en esta carta si la hubiera escrito él. Además, a diferencia de las otras cartas, la Primera Epístola de Juan carece de los rasgos típicos de una carta propiamente dicha. Su contenido difiere parcialmente del de las otras dos cartas. Sin embargo, aunque es posible que las cartas tengan autores diferentes, hay razones de peso para creer que fueron escritas por una sola persona. Dado que la Primera Epístola de Juan no es una carta típica, no cabe esperar que el autor se identifique de la misma manera que en las otras dos, que siguen el formato típico de las cartas grecorromanas. Las diferencias entre las cartas no excluyen necesariamente que fueran escritas por una sola persona. Las evidentes similitudes en el vocabulario, el tema y el lenguaje han convencido a la mayoría de los estudiosos de que la misma persona escribió las tres cartas.

### Tradición cristiana después de Ireneo
El juicio de Ireneo fue enormemente influyente, y es de suponer que Tertuliano, escribiendo a principios del siglo III, le siguió en la aceptación de Juan el Evangelista como autor de las epístolas y también del Apocalipsis. A finales del siglo III, el Papa Dionisio de Alejandría cuestionó si el Apóstol, hijo de Zebedeo (a quien aceptaba como Evangelista y autor de las epístolas joánicas) podría haber escrito un libro tan diferente como el Apocalipsis.

## Orden cronológico
Nadie sabe en qué orden se escribieron las tres epístolas joánicas. Ni la tradición eclesiástica ni las pruebas internas dan pistas seguras, y se colocan en orden de extensión, con la más larga primero.

### El orden 3-2-1 Juan
Algunos prefieren el orden 3-2-1, ya que la Tercera Epístola de Juan discute un conflicto que parece resolverse en la Primera Epístola de Juan. Sin embargo, no se sabe si las cartas se dirigen a la misma congregación, y si es el mismo conflicto al que se refieren.

### El orden 1-2-3 Juan
Otros prefieren el orden 1-2-3, ya que el contenido de las epístolas procede de una perspectiva más teórica a un problema concreto. Según la Tercera Epístola de Juan, «el anciano» ya ha escrito a la congregación de Gayo. Algunos suponen que este escrito es la Primera Epístola de Juan, lo que la situaría antes de la tercera. John Painter piensa que hay buenas razones para suponer que la Segunda Epístola de Juan era una introducción a la primera, lo que explicaría por qué Ireneo parece considerarlas como una sola carta. Otros argumentan que no hay nada que hable a favor de que la Primera Epístola de Juan se dirigiera a la misma congregación que las otras dos epístolas. Por lo demás, es difícil entender por qué la Segunda y la Tercera epístolas tardaron tanto en ser canonizadas.
La Segunda Epístola de Juan parece resumir la Primera. Esto implicaría que la Primera precedió a la Segunda, que a su vez precedió a la Tercera.

### El orden 2-3-1 Juan
Además, otros defienden el orden 2-3-1, ya que la Tercera Epístola de Juan parece referirse a la Segunda, y que el título «el mayor» apunta a un período temprano dentro de la escuela joánica.

## Datación
Se supone que las tres epístolas joánicas fueron escritas simultáneamente, en una distancia máxima de 10 años. Su datación depende en parte del Evangelio de Juan. La mayoría de los eruditos piensan que las partes principales del Evangelio de Juan, y algunos incluso piensan que todo el Evangelio, precedieron a las epístolas. Algunos eruditos sostienen que las cartas se escribieron antes de la redacción final del Evangelio, o que al menos las dos primeras cartas lo fueron. Así pues, las epístolas suelen fecharse en torno al año 100. Los que sostienen que la redacción final del Evangelio de Juan se produjo simultáneamente, o ligeramente después, de la redacción de las epístolas, datan las cartas a finales del siglo I. Por lo tanto, suelen fecharse entre los años 95-100. Daniel L. Akin representa una posición minoritaria y data las cartas en el período 85-100. Lars Hartmann data las cartas no más tarde del año 100. Udo Schnelle piensa que la tercera carta fue escrita poco después de la segunda, alrededor del año 90.  Raymond E. Brown data las cartas alrededor del año 100.
Algunos eruditos defienden una fecha de composición mucho más temprana, antes del año 70, y unos pocos una fecha mucho más tardía, a mediados del siglo II y tan tarde como 170-180, pero estas dataciones no han ganado mucho apoyo en el mundo académico.